# 能見台駅
能見台駅（のうけんだいえき）は、神奈川県横浜市金沢区能見台通にある、京浜急行電鉄本線の駅である。駅番号はKK48。

## 歴史
開業時の駅名は、駅前の坂道に由来する谷津坂駅（やつざかえき）であったが、1968年（昭和43年）6月の都営地下鉄浅草線・京成電鉄相互乗り入れ後は京成本線の谷津遊園駅（現・谷津駅）と間違える客が増えたことと、京急が周辺を住宅地として開発するに当たり、西部の丘の上にある江戸時代から知られた景勝地「能見堂」に因み改名された。
- 1944年（昭和19年）5月10日 - 谷津坂駅として開業[1]する。当時は軍需工場の物資運搬[1]に用いられ、戦後になってから一般客の取り扱いも開始した[2]。
- 1982年（昭和57年）
  - 10月23日 - 泉岳寺寄りに約20m移動し、橋上駅舎化[3]。
  - 12月1日 - 能見台駅に改称[1][3]。バスターミナルを設置する。
- 1983年（昭和58年）5月2日 - ダイヤ改正で朝間上り急行の臨時停車駅[1]となる。
- 1999年（平成11年）7月31日 - 白紙ダイヤ改正で京急蒲田以南の急行が廃止され、普通のみの停車となる。
- 2010年（平成22年）
  - 3月 - エレベーターを設置する。
  - 5月16日 - ダイヤ改正で新設されたエアポート急行の停車駅になる。

## 駅構造

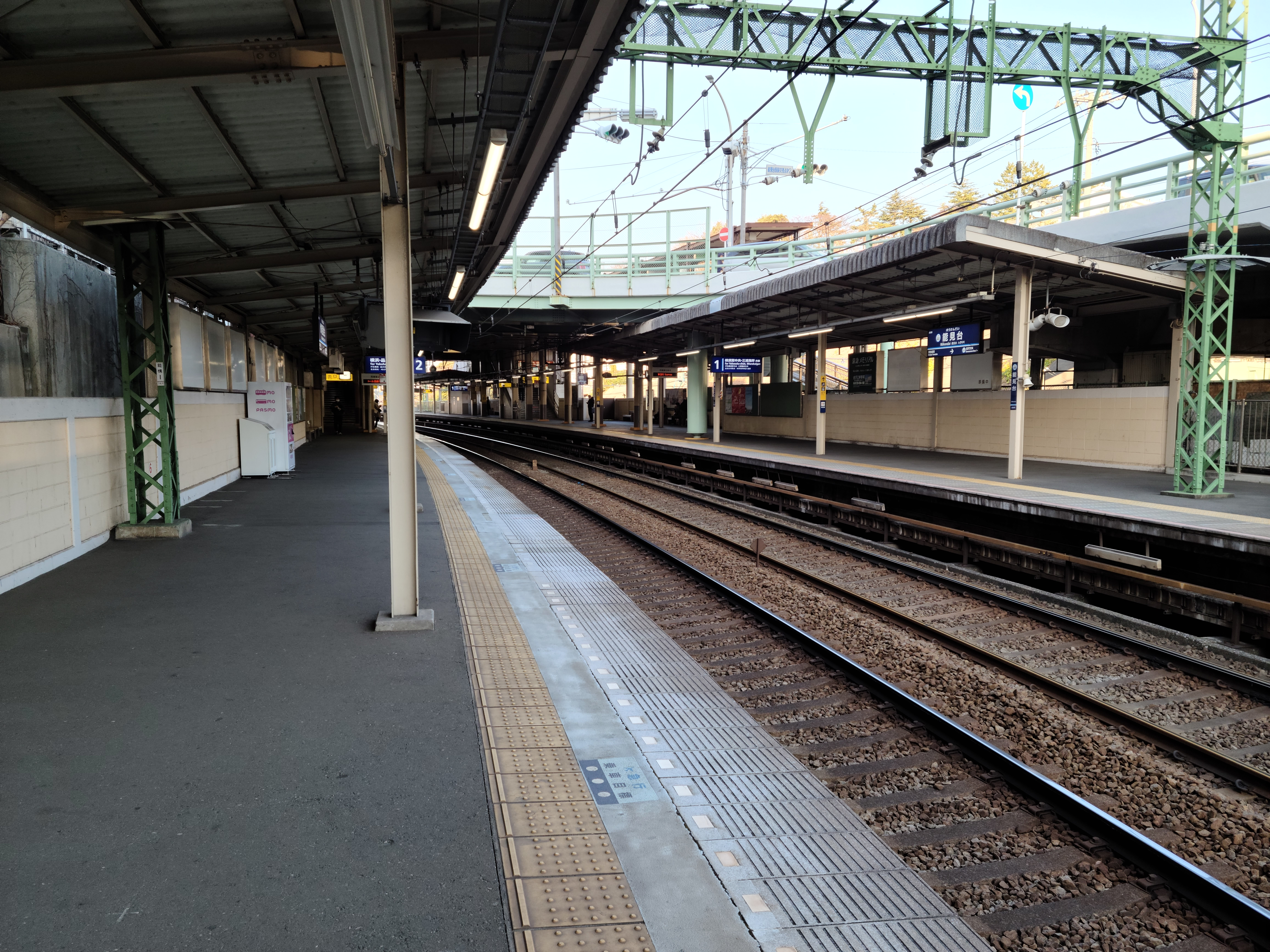
ホーム（2021年1月）

8両編成対応の相対式ホーム2面2線を有する地上駅である。ホームは浦賀方向へ向かって右カーブ上に設置され、下りホームはカントのために電車とホームの隙間や段差が大きい個所がある。ホームの上空に橋上駅舎を有するが、駅前広場とバスターミナルは西側の高台に面して設置されて地上駅舎のように見える。直営駅である。

### のりば
| 番線 | 路線 | 方向 | 行先                     |
| ---- | ---- | ---- | ------------------------ |
| 1    | 本線 | 下り | 横須賀中央・三浦海岸方面 |
| 2    | 本線 | 上り | 横浜・品川方面           |

## 利用状況
横浜市統計書によると2022年度の1日平均乗降人員は28,538人（乗車人員：14,113人、降車人員：14,425人）である。
2020年度の1日平均乗降人員は24,220人で、京急線全72駅中17位である。
近年の1日平均乗降・乗車人員推移を下記する。
| 年度               | 1日平均 乗降人員 | 1日平均 乗車人員 | 出典     |
| ------------------ | ---------------- | ---------------- | -------- |
| 1980年（昭和55年） |                  | 7,271            |          |
| 1981年（昭和56年） |                  | 7,307            |          |
| 1982年（昭和57年） |                  | 6,956            |          |
| 1983年（昭和58年） |                  | 7,806            |          |
| 1984年（昭和59年） |                  | 8,326            |          |
| 1985年（昭和60年） |                  | 9,164            |          |
| 1986年（昭和61年） |                  | 10,058           |          |
| 1987年（昭和62年） |                  | 10,697           |          |
| 1988年（昭和63年） |                  | 11,099           |          |
| 1989年（平成元年） |                  | 11,463           |          |
| 1990年（平成02年） |                  | 11,784           |          |
| 1991年（平成03年） |                  | 11,893           |          |
| 1992年（平成04年） |                  | 11,638           |          |
| 1993年（平成05年） |                  | 11,329           |          |
| 1994年（平成06年） |                  | 11,096           |          |
| 1995年（平成07年） |                  | 11,244           | [ * 1 ]  |
| 1996年（平成08年） |                  | 10,762           |          |
| 1997年（平成09年） |                  | 10,545           |          |
| 1998年（平成10年） |                  | 11,221           | [ * 2 ]  |
| 1999年（平成11年） |                  | 11,453           | [ * 3 ]  |
| 2000年（平成12年） | 24,029           | 12,204           | [ * 3 ]  |
| 2001年（平成13年） | 25,336           | 12,846           | [ * 4 ]  |
| 2002年（平成14年） | 26,221           | 13,248           | [ * 5 ]  |
| 2003年（平成15年） | 27,298           | 13,655           | [ * 6 ]  |
| 2004年（平成16年） | 28,497           | 14,259           | [ * 7 ]  |
| 2005年（平成17年） | 29,480           | 14,736           | [ * 8 ]  |
| 2006年（平成18年） | 30,246           | 15,110           | [ * 9 ]  |
| 2007年（平成19年） | 31,059           | 15,406           | [ * 10 ] |
| 2008年（平成20年） | 31,458           | 15,432           | [ * 11 ] |
| 2009年（平成21年） | 31,200           | 15,309           | [ * 12 ] |
| 2010年（平成22年） | 31,041           | 15,223           | [ * 13 ] |
| 2011年（平成23年） | 30,880           | 15,133           | [ * 14 ] |
| 2012年（平成24年） | 31,169           | 15,276           | [ * 15 ] |
| 2013年（平成25年） | 31,758           | 15,553           | [ * 16 ] |
| 2014年（平成26年） | 31,093           | 15,223           | [ * 17 ] |
| 2015年（平成27年） | 31,598           | 15,444           | [ * 18 ] |
| 2016年（平成28年） | 31,344           | 15,349           | [ * 19 ] |
| 2017年（平成29年） | 31,056           | 15,214           | [ * 20 ] |
| 2018年（平成30年） | 30,831           | 15,107           | [ * 21 ] |
| 2019年（令和元年） | 30,365           | 14,860           | [ * 22 ] |
| 2020年（令和02年） | 24,220           | 11,875           |          |

## 駅周辺
駅付近は高台に挟まれた谷で、東側を並行する国道16号とともにホームが南北に延びる。
- 神奈川県立循環器呼吸器病センター
- 横浜検疫所長浜措置場
- イトーヨーカドー能見台店
- ビーコンヒル能見台
- 西友能見台店
- 富岡中学校・能見台小学校・西富岡小学校・氷取沢高校・能見台南小学校
- 横浜中学校・高等学校
- 国道16号

## バス路線
駅前に整備されているバスターミナル内の「能見台駅」、坂を下り国道16号上の「谷津坂」、「長浜」、循環器病センター前の道路上にある「能見台駅入口」が最寄りバス停である。京急線西側の住宅地や氷取沢方面、磯子駅、三井アウトレットパーク横浜へ至る路線が発着する。発着する路線の詳細は京浜急行バス能見台営業所・京浜急行バス追浜営業所・横浜市営バス磯子営業所を参照。
能見台駅（京浜急行バス能見台営業所）
| 乗り場 | 系統     | 経由                           | 行先           | 備考       |
| ------ | -------- | ------------------------------ | -------------- | ---------- |
| A      | 能1      | 能見台センター                 | 横浜氷取沢高校 |            |
| A      | 能2      | 能見台センター・シティ能見台西 | 釜利谷高校     |            |
| A      | 能3      | 横浜氷取沢高校                 | 磯子台団地循環 | 日中のみ   |
| A      | 能5      | 片吹団地入口・片吹自治会館     | 片吹団地循環   | 日中のみ   |
| A      | 能51     | 片吹団地入口                   | 片吹公園西口   | 1日1本のみ |
| B      | 無料送迎 |                                | 循環器センター | 平日のみ   |

谷津坂・長浜（京浜急行バス追浜営業所）
| 乗り場 | 系統                       | 経由                           | 行先                                       | 備考 |
| ------ | -------------------------- | ------------------------------ | ------------------------------------------ | ---- |
|        | 4                          | 杉田・磯子車庫前               | 磯子駅                                     |      |
| 4      | 金沢文庫・金沢八景・追浜駅 | 追浜車庫前（追浜日産自動車前） |                                            |      |
| 4      | 金沢文庫・金沢八景         | 追浜駅                         | 平日朝から夕方まで、追浜車庫前行きと交互。 |      |
| 4      | 西柴                       | 金沢文庫駅                     | 最終便                                     |      |

能見台駅入口（横浜市営バス磯子営業所）
| 乗り場 | 系統 | 経由                     | 行先                       | 備考   |
| ------ | ---- | ------------------------ | -------------------------- | ------ |
| 1      | 321  | 宮の前・慶珊寺前         | 三井アウトレットパーク横浜 |        |
| 2      | 321  | イガイ根公園前・並木中央 | 三井アウトレットパーク横浜 |        |
| 2      | 321  | イガイ根公園前・並木中央 | 木材港入口                 | 最終便 |

## 隣の駅
京浜急行電鉄
 本線
■快特・■特急
通過
■急行（当駅から金沢文庫方の各駅に停車）
杉田駅 (KK46) - 能見台駅 (KK48) - 金沢文庫駅 (KK49)
■普通
京急富岡駅 (KK47) - 能見台駅 (KK48) - 金沢文庫駅 (KK49)